# Opstipacija
Opstipacija ili zatvor je nefiziološko retko pražnjenje stolice koja je promenjenog oblika i konzistencije. Stolica je tvrda, suva (zbog reabsorpcije vode nakon dugog zadržavanja sadržaja u debelom crevu) i količinski je ima jako malo. Uzroci opstipacije mogu biti organski i funkcionalni 

## Definicija
Definicija opstipacije ili zatvora nije jednostavna jer se ritam pražnjenja creva razlikuje od osobe do osobe. U najširem smislu...opstipacija predstavlja poremećaj  ritma pražnjenja i otežano pražnjenje creva.
Opstipacija je simptom, a ne bolest. Najčešće se smatra retkim crevnim pokretima, obično manje od 3 stolice nedeljno. Međutim, ljudi mogu imati i druge tegobe, uključujući:
- Naprezanje sa kretanjem creva
- Prekomerno vreme potrebno za prolazak hrane kroz utrobu
- Bol sa pokretima creva sekundarnim do naprezanja
- Bol u stomaku
- Nadutost trbuha .
- Osećaj nepotpune evakuacije creva.[7]

U nameri da pomogne pacijentu da opiše svoju stolicu, dizajnirana je Bristolska skala izmeta (лат. Bristol Stool Scale) koja klasifikuje ljudski izmet u 7 tipova:
- Tipovi 3 i 4 su normalne stolice.
- Tipovi 1 i 2 mogu predstavljati opstipaciju.
- Tipovi 5, 6 i 7 ukazuju na dijareju (proliv).

## Etiologija
Gotovo trećina svetske populacije prema mnogim istraživanjima, u 21. veku ima problem sa neurednom probavom i opstipacijom. Ona nije samo čest pratilac savremenog načina života i ishrane, već može da bude i jedan od znakova oboljenje ili simptom neke bolesti.
Nastaje zbog poremećaja punjenja ili pražnjenja rektuma:
- Poremećaji punjenja mogu biti izazvani lezijom zida debelog creva, neadekvatnom ishranom, lekovima (opijati, antiholinergici).
- Poremećaj pražnjenja može biti izazvan lezijom rektuma i anusa, oboljenjima nerava i muskulature rektuma.

### Faktori rizika
U faktore rizika koji mogu uticati na pojavu hronične opstipacije ubrajaju se 
- Nedovoljno unošenje tečnosti i biljnih vlakana
- Smanjena pokretljivost (dnevna neaktivnost)
- Ženski pol
- Životna dob (preko 65 godina starosti)

## Tipovi opstipacije
Opstipacija prema vremenu trajanja može biti akutna (povremena ) i hronična (dugotrajna). I dok je akutna opstipacija prolazna pojava, hronična opstipacija najčešće ukazuje na postojanje nekog poremećaja u organizmu koji zahteva medicinsko ispitivanje i odgovarajuće tretman.
| Akutna opstipacija | Hronična opstipacija |
| --- | --- |
| - Retko se javlja i kratko traje - Kratkoročan je problem koji utiče na svakodnevni život. - Izazvana je promenom ishrane, smanjenim aktivnostima, akutnom bolešću ili lekovima. - Terapija se zasniva na regulaciji ishrane, fizičkim vežbama i prema potrebi primeni lekova. | - Traje duže od 6 nedelja neprekidno, mesecima, pa i godinama. - Dugotrajan je problem koji remeti svakodnevni život pacijenta. - Ne mora biti povezana samo sa ishranom, aktivnošću, bolešću i lekovima, već i sa organski problemi. - Lečenje zahteva detaljno ispitivanje uzroka |

### Opstipacija organskog porekla
Organski uzroci opstipacije su:
- mehaničke prepreke u debelom crevu,
- strikture i priraslice nakon upale ili operacije,
- anomalije položaja creva (kolonoptoza),
- divertikuloza
- tumori creva koji sužavaju lumen ili ga komprimiraju creva sa spoljašnje strane.
- Stečeni megakolon (veoma prošireni kolon) koji može biti posledica stenoze rektuma ili sigme. Karakteriše se tvrdokornom opstipacijom koja je vodeći simptom megakolona.
- Kongenitalni megakolon (Hirschprungova bolest) je urođena anomalija creva uzrokovana nedostatkom ili nerazvijenošću nervnih spletova creva (Auerbachov, Meissnerov pleksus) što ima za posledicu

izostanak peristaltike u aganglionarnom segmentu creva. Iznad tog mesta se crevo proširuje i u njemu zadržava sadržaj.

### Funkcionalna opstipacija
Funkcionalna opstipacija je spastična opstipacija, a nastaje kao posledica pojačanog
delovanja parasimpatikusa. Rezultat je spazam cirkularne muskulature debelog creva, što rezultuje
pojačanim crevnim naborima (haustracijama). Stolica je oskudna, okrugla i tvrda s malo sluzi, prečnika kao olovka .
Može biti praćena grčevitim bolovima (kolikama). U donjem desnom ili levom kvadrantu trbuha moguće je napipati valjkaste, bolno osjetljive mase kolon ascendensa, češće kolon descendensa.
Osim vagotonije i psihički uzroci (brige i strahovanja) mogu biti uzrok nastanka ovog tipa opstipacije. Nakon određenog perioda opstipacije može uslediti proliv.
Funkcionalna opstipacija koja se ne detektuje mehanički
| Vrsta                              | Karakteristike |
| ---------------------------------- | --- |
| Opstipaciju sa normalnim tranzitom | - Podrazumeva nekompletnu evakuaciju sa ili bez abdominalnog bola (koji i kada postoji nije dominantni simptom) |
| Opstipaciju sa usporenim tranzitom | - Podrazumeva manje od jedne stolice nedeljno, gubitak defekacionog nagona, slab odgovor na laksative i opšte simptome kao što su malaksalost i brzo zamaranje. - Češće se javlja kod mladih žena i dijagnostikuje se retencijom u kolonu više od 20% radioopalescentnih markera 5 dana nakon njihovog uzimanja |
| Defekacioni poremećaji             | - Poznati su i kao disfunkcija pelvičnog poda, anizam, sindrom spuštenog perineuma, rektalni prolaps. Ovi poremećaji uključuju često napinjanje, nepotpunu evakuaciju stolice, potrebu za manuelnim manevrima koji omogućavaju defekaciju. - Dijagnostikuju se anorektalnom manometrijom.                       |

Disinergička defekacija sa IV tipa promena
- tip I kod koga postoji paradoksalni rast rezidualnog analnog pritiska u prisustvu adekvatnog propulzivnog tj. rektalnog pritiska,
- tip II koji podrazumeva paradoksalni rast rezidualnog analnog pritiska bez porasta intrarektalnog pritiska,
- tip III kod koga ne postoji rast u nivou anusa ali postoji nedovoljno smanjenje (manje od 20%) pri čemu je normalan intrarektalni pritisak i
- tip IV kod koga ne postoji dovoljan intrarektalni pritisak uz nedostatak ili inkompletnu redukciju rezidualnog intraanalnog pritiska.

### Atonična opstipacija
Atonična opstipacija, je česta pojava kod starijih osoba i u trudnoći. Uzrokovana je oslabljenom inervacijom Auerbachovog pleksusa sa posledično oslabljenim motilitetom creva.

### Proktogena opstipacija
Proktogena opstipacija (dyshezia) je svesno ili nesvesno zadržavanje stolice u rektumu.
Nastaje zbog suzbijanja ili gašenja refleksa pražnjenja (psihogeni činioci, stid, žurba,
način života u nekim profesijama, promena načina života).

### Alimentarna opstipacija
Alimentarna opstipacija nastaje zbog nedostatka nesvarljive celuloze u hrani koja normalno
nadražuje crevo i omogućava njegovo pražnjenje.

### Simptomatska opstipacija
Simptomatska opstipacija nastaje u sklopu drugih bolesti kao viscero-visceralni refleks
(holelitijaza, nefrolitijaza, čir želuca i dvanaestopalačnog creva) 
Opstipaciju mogu izazvati sledeće bolesti:
- centralnog nervnog sistema, npr. multipla skleroza,
- endokrine bolesti npr. hipotireoza
- trovanje morfinom,
- hipokaliemija
- bolesti kičme.

## Klinička slika
| Najčešći klinički znaci i simptomi opstipacije | Ostali klinički znaci i simptomi opstipacije |
| --- | --- |
| - Otežano ili usporeno pražnjenje creva - Osećaj nedovoljnog pražnjenja nakon defekacije - Veliki napor prilikom pražnjenja creva - Smanjena količina stolice, tvrda ili suva stolica - Ritam pražnjenja ređi od tri puta nedeljno | - Iznenadni, neplanirani, gubitak telesne težine. - Bolno krvarenje iz završnog creva (rektuma). - Povraćanje. - Temperatura. - Pozitivna porodična anamneza (tumor, sindrom iritabilnog creva, celijačna bolest). - Anemija. |

## Dijagnoza
Uobičajene dijagnostičke procedure su:
- osnovne laboratorijske analize.[22]
- rektalni tuše i inspekcija analnog otvora.[23]
- koprokultura i pregled na parazite
- rektosigmoidoskopija sa biopsijom
- kolonoskopija se radi kada postoje jasne indikacije (sumnja na karcinom).[24]
- specijalna ispitivanja manometrija, provera tranzita, defenografija (prolaps sluzokože.[2]

## Terapija
Opstipacija se može lečiti na više načina,  koji se primenjuju kombinovano: 

### Suplementi
Suplementi rastvorljivih vlakana kao što je psilijum se generalno smatraju tretmanom prve linije za hroničnu konstipaciju, u poređenju sa nerastvorljivim vlaknima kao što su pšenične mekinje. Neželjeni efekti dodataka vlaknima uključuju nadimanje, proliv i moguću malapsorpciju gvožđa, kalcijuma i nekih lekova. Međutim, pacijenti sa opstipacijom izazvanom opijatima verovatno neće imati koristi od dodataka vlaknima.

### Laksativi
Ako se koriste laksativi, mleko od magnezijuma ili polietilen glikol se preporučuju kao agensi prve linije zbog njihove niske cene i bezbednosti. Stimulanse treba koristiti samo ako ovo nije efikasno. U slučajevima hronične konstipacije, polietilen glikol je superiorniji od laktuloze.
Prokinetici se mogu koristiti za poboljšanje gastrointestinalnog motiliteta. Brojni novi agensi su pokazali pozitivne rezultate kod hronične konstipacije; ovo uključuje prukaloprid i lubiproston.  I dok je cisaprid široko dostupan u zemljama trećeg sveta, on je povučen u većem delu zapadnih zemalja. Nije dokazano da ima koristi kod opstipacije, dok potencijalno može da izazove srčane aritmije i smrt.

### Klistir
Klistir se može koristiti za pružanje oblika mehaničke stimulacije. Može se dati velika zapremina ili veliki klistir da bi se što veći deo debelog creva očistio od fecesa, a rastvor koji se obično primenjuje sadrži kastilski sapun koji iritira sluzokožu debelog creva što dovodi do povećane hitnosti za defekacijom.  Međutim, niski klistir je generalno koristan samo za stolicu u rektumu, a ne u crevnom traktu.

### Fizička intervencija
Opstipacija koja se odupire gore navedenim merama može zahtevati fizičku intervenciju kao što je ručna deimpakcija (fizičko uklanjanje oštećene stolice rukama).

### Redovno vežbanje
Redovno vežbanje može pomoći u poboljšanju hroničnog zatvora.

### Hirurške intervencije
U upornim slučajevima, mogu se izvršiti procedure koje pomažu u ublažavanju opstipacije. Pokazalo se da je stimulacija sakralnog nerva efikasna u manjem broju slučajeva. 
Kolektomija sa ileorektalnom anastomozom je još jedna intervencija koja se izvodi samo kod pacijenata za koje se zna da imaju sporo vreme prolaska kroz debelo crevo i kod kojih je poremećaj defekacije ili lečen ili nije prisutan. Pošto je ovo velika operacija, neželjeni efekti mogu uključivati znatan bol u trbuhu, opstrukciju tankog creva i post-hirurške infekcije. Štaviše, ima veoma promenljivu stopu uspeha i veoma zavisi od slučaja do slučaja.

## Prognoza
Komplikacije koje mogu nastati zbog opstipacije uključuju hemoroide, analne fisure, rektalni prolaps i fekalnu implikaciju. Naprezanje za izlučivanje stolice može dovesti do hemoroida. U kasnijim fazama opstipacije, trbuh može postati nategnut, tvrd i difuzno osetljiv. Teški slučajevi („fekalna impaktacija“ ili maligni zatvor) mogu da ispolje simptome opstrukcije creva (mučnina, povraćanje, osetljiv rbuh) i enkopreze, gde meka stolica iz tankog creva zaobilazi masu pogođene fekalne materije u debelom crevu.

## Literatura
- Kwan KY. Abdominal pain. In: Olympia RP, O'Neill RM, Silvis ML, eds. Urgent Care Medicine Secrets. Philadelphia, PA: Elsevier; 2018:chap 19.
- Nurko, S.; Zimmerman, L. A. (2014). „Evaluation and treatment of constipation in children and adolescents”. American Family Physician. 90 (2): 82—90.
- Sreedharan R, Liacouras CA (2016). „Major symptoms and signs of digestive tract disorders”.  Ур.: Kliegman RM, Stanton BF, St. Geme JW, Schor NF,. Nelson Textbook of Pediatrics. (20th изд.). Philadelphia, PA: Elsevier.:chap 306.

## Spoljašnje veze
|  | Molimo Vas, obratite pažnju na važno upozorenje u vezi sa temama iz oblasti medicine (zdravlja). |